# Jhon Jairo Ocampo
Jhon Jairo Ocampo Niño (Bogotá, 16 de mayo de 1969-24 de mayo de 2021) fue un economista, periodista, editor y diplomático colombiano.

## Biografía
Nació en 1969. Estudió comunicación el la Fundación Universitaria Los Libertadores y se especializó en hacienda pública en la Universidad del Rosario e hizo su maestría de derecho económico en la Universidad Externado de Colombia. Se inició como editor económico en la revista Cambio en 1990 al 1994. En 1994 se incursiona en la radiodifusión como editor de RCN Radio al 2005.
En 1998 al 2008 fue colaborador de sección de economía en CM&, La República, RCN Televisión y Cable Noticias en 2008 al 2010 se desempeñó como director de prensa en la Federación Nacional de Cafeteros. En 2010 fue secretario de prensa de la Presidencia de Colombia al 2015. Entre 2015-2018 fue gerente de RTVC Sistema de Medios Públicos destacándose en cubrir en la firma de los acuerdos de paz entre el gobierno de Juan Manuel Santos y las Fuerzas Armadas Revolucionarias de Colombia en 2018 el presidente Iván Duque Márquez lo designó como consejero del Ministerio de Relaciones Exteriores y ostentó como cónsul de Colombia en las Islas Canarias al 2019. En 2020 fue columnista del El Tiempo. En 2021 fue diagnosticado con una enfermedad degenerativa que se complicó y falleció el 24 de mayo de 2021 en Bogotá.